# Hermann Haußmann
Hermann Haußmann (* 7. August 1879 in Delitzsch; † 1958 in Rottweil) war ein deutscher Verwaltungsjurist, preußischer Regierungspräsident und Mitglied der DDP.

## Leben und Beruf
Nach bestandenem juristischen Staatsexamen und ab 1907 anschließender Referendarzeit promovierte er 1911 zum Dr. jur. 1912 wurde er Assessor in Stettin, wechselte aber noch im selben Jahr nach Halle an der Saale, wo er bis 1915 als Staatsanwalt tätig war. Anschließend wirkte Haußmann als Bürgermeister im westpreußischen Konitz. Von 1917 bis 1919 war er als Stadtrat in Stettin tätig, ehe 1919 seine Ernennung zum Regierungspräsidenten des Regierungsbezirks Stralsund erfolgte. Im Herbst 1932 wurde er durch die Auflösung des Regierungsbezirkes und dessen Angliederung an den Regierungsbezirk Stettin zunächst in den Ruhestand versetzt, aber im Herbst 1933 rückwirkend zum 1. April 1933 aus dem Staatsdienst entlassen. Dabei spielten auch politische Gründe eine Rolle, denn die Entlassung erfolgte auf der Grundlage des § 4 des Gesetzes zur Wiederherstellung Berufsbeamtentums, der eine Entlassung aus politischen Gründen vorsah. Da Haußmann auch die Tätigkeit als Rechtsanwalt verweigert wurde, zog er 1935 von Stralsund nach Merzhausen bei Freiburg im Breisgau.
Er verfasste während seiner Amtszeit als Regierungspräsident auch Schriften zur Büroreform, die er als wichtigen Bestandteil einer allgemeinen Verwaltungsreform betrachtete.
1945 war er zunächst als Staatsanwalt in Gießen tätig, ehe er 1947 zum Gründungsrektor der Deutschen Hochschule für Verwaltungswissenschaften in Speyer berufen wurde, wo er bis 1951 tätig war.

## Sonstiges
In der vorpommerschen Kleinstadt Loitz ist eine Straße nach ihm benannt. Dies geschah als Dank für Haußmanns Bemühungen zur erfolgreichen Ansiedlung der Dübelwerke als industriellen Großbetrieb.
Haußmann war auch passionierter Jäger. Seine Jagderlebnisse in Vorpommern hat er 1951 in einem Buch veröffentlicht.

## Schriften
- Die Büroreform als Teil der Verwaltungsreform. Berlin 1925.
- Die edle Kunst des Jagens. Erinnerungen und Gedanken. Freiburg/Breisgau 1951.